# Tin Gods (1926)
Tin Gods is een Amerikaanse dramafilm uit 1926 onder regie van Allan Dwan. In Nederland werd de film destijds uitgebracht onder de titel Carita, de wanhoopsdaad van een dansmeisje.

## Verhaal
Als hun kind sterft in een ongeluk, laat ingenieur Roger Drake zijn vrouw in de steek. Hij vindt thuis geen werk en gaat daarom in Zuid-Amerika werken aan de constructie van een brug. Wanneer hij koorts krijgt, wordt hij verzorgd door het dansmeisje Carita. Na zijn genezing wil hij naar huis terugkeren en zich verzoenen met zijn vrouw. Carita is intussen verliefd geworden op Roger. Ze pleegt zelfmoord door zich van de onafgewerkte brug te gooien.

## Rolverdeling
| Acteur                 | Personage     |
| ---------------------- | ------------- |
| Thomas Meighan         | Roger Drake   |
| Renée Adorée           | Carita        |
| Aileen Pringle         | Janet Stone   |
| William Powell         | Tony Santelli |
| Hale Hamilton          | Dr. McCoy     |
| John Harrington        | Dougherty     |
| Joe King               | Voorman       |
| Robert Emmett O'Connor | Voorman       |
| Delbert Whitten jr.    | Billy         |